# Police (Třebíči járás)
Police település Csehországban, a Třebíči járásban. Police Lubnice, Bačkovice, Radotice, Kostníky és Jiratice településekkel határos. Lakosainak száma 323 fő (2024. január 1.).

## Népesség
A település lakosságának változását az alábbi diagram mutatja:
| Lakosok száma | 801  | 762  | 832  | 560  | 455  | 384  | 346  | 341  | 330  | 323  |
|               | 1869 | 1890 | 1921 | 1950 | 1980 | 2001 | 2017 | 2019 | 2022 | 2024 |